# Eransus
Eransus (en euskera: Erantsus) es una localidad española de la Comunidad Foral de Navarra perteneciente al municipio del Valle de Egüés. Está casi despoblado, su población en 2014 fue de 16 habitantes (INE). Fue un antiguo lugar de señorío hasta la renovación administrativa de principios del siglo XIX y alcanzó su mayor población, 75 habitantes, en 1887.